# Berg-Baumwollschwanzkaninchen
Das Berg-Baumwollschwanzkaninchen (Sylvilagus nuttallii) ist eine Säugetierart aus der Gattung der Baumwollschwanzkaninchen innerhalb der Hasenartigen. Es lebt im Westen des nordamerikanischen Kontinents vom Süden Kanadas bis über weite Teile der Vereinigten Staaten bis New Mexico und Arizona im Süden.

## Merkmale

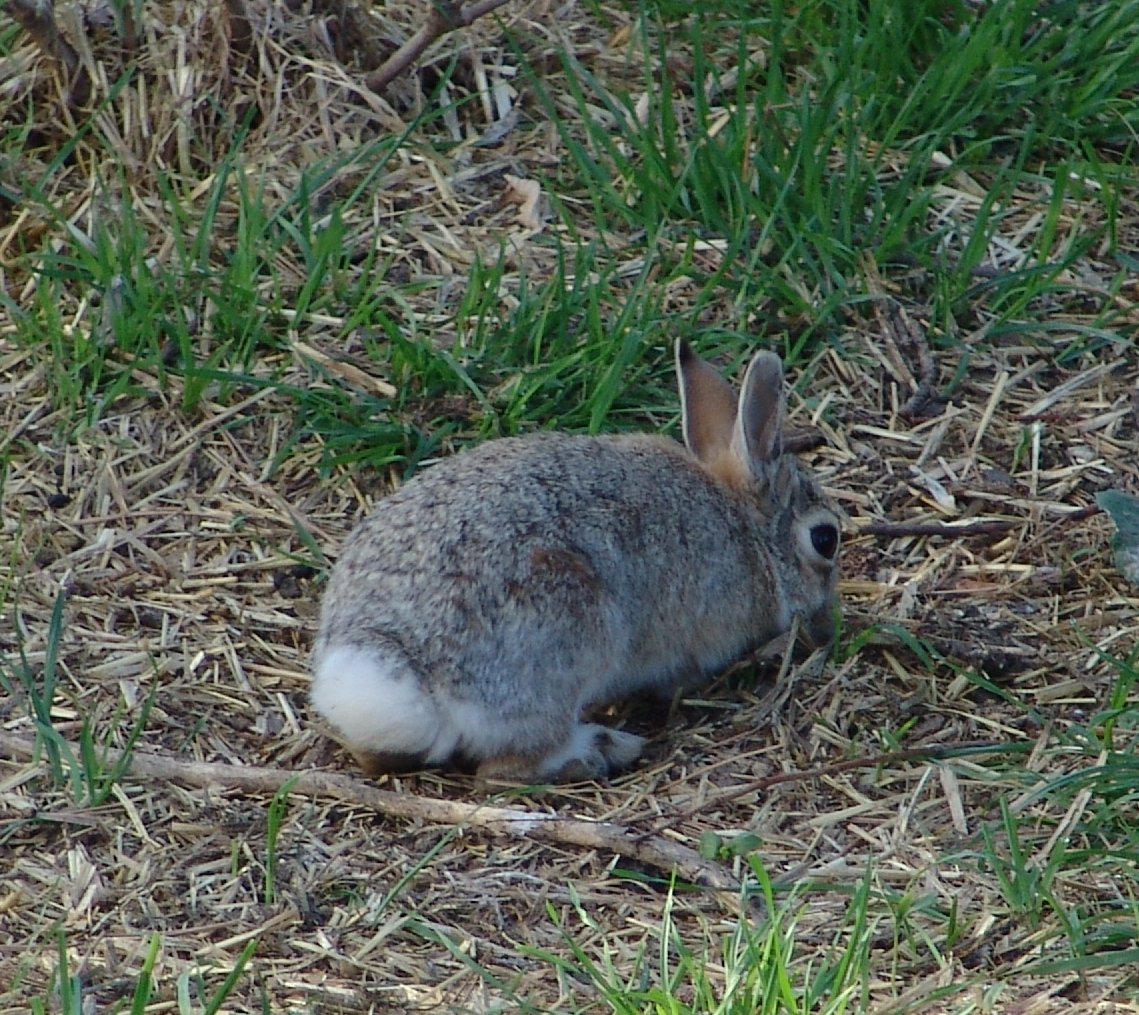
Berg-Baumwollschwanzkaninchen

Das Berg-Baumwollschwanzkaninchen ist eine relativ große Art der Baumwollschwanzkaninchen. Chapman (1975) gibt für die Männchen eine durchschnittliche Kopf-Rumpf-Länge von 35,2 Zentimetern bei einer Spanne von 33,8 bis 37,1 Zentimetern und für die Weibchen eine durchschnittliche Kopf-Rumpf-Länge von 37,2 Zentimetern bei einer Spanne von 34,5 bis 39 Zentimetern an. Das Gewicht der Männchen beträgt durchschnittlich etwa 720 Gramm (630 bis 830 Gramm) und das der Weibchen durchschnittlich 790 Gramm (690 bis 870 Gramm). Die Weibchen sind damit ein wenig größer und schwerer als die Männchen, wobei der Unterschied durchschnittlich etwa 4 % ausmacht.
Die Rückenfarbe ist grau und der Bauch weiß, der Schwanz ist groß und gräulich. Die Ohren sind kurz und an der Spitze abgerundet. Die Hinterfüße sind vergleichsweise lang und mit langen Haaren bedeckt.

## Verbreitung

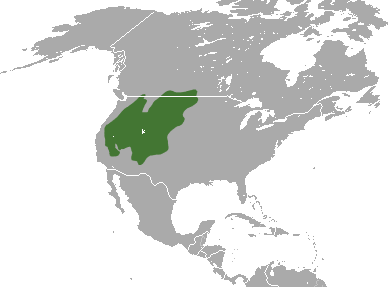
Verbreitungsgebiet des Berg-Baumwollschwanzkaninchens

Das Verbreitungsgebiet des Berg-Baumwollschwanzkaninchens umfasst den Westen des nordamerikanischen Kontinents vom Süden Kanadas in den Provinzen Alberta, British Columbia und Saskatchewan bis über weite Teile der Vereinigten Staaten bis New Mexico und Arizona im Süden. Es reicht vom Ostrand der Rocky Mountains bis zur östlichen Begrenzung der Kaskadenkette und der Sierra Nevada. In North Dakota wurde die Art in großen Teilen vom Florida-Waldkaninchen (Sylvilagus floridanus) verdrängt, zu dem es vor allem in den nördlichen und zentralen Great Plains allopatrisch vorkommt.
Die Höhenverbreitung reicht in Kalifornien von 1.500 Meter bis mindestens 3.450 Meter.

## Lebensweise
Als Lebensräume besiedelt das Berg-Baumwollschwanzkaninchen innerhalb des Verbreitungsgebietes verschiedene Habitate mit stark variierender Vegetation. Im Norden lebt die Art vor allem in Steppengebieten, die von Wüsten-Beifuß (Artemisia tridentata) dominiert sind, während sie im Süden häufiger in bewaldeten Gebieten vorkommt.
Die Art lebt als Einzelgänger und ernährt sich während des gesamten Jahres von den Blättern des Wüsten-Beifuß oder von Wacholder (Juniperus-Arten), bevorzugt jedoch vor allem im Frühjahr und Sommer frische Gräser. Die Tiere fressen in der Regel im Gebüsch oder nahe möglichen Verstecken. Bei Bedrohung rennt das Kaninchen in der Regel etwa 5 bis 15 Meter in das nächste Versteck und verharrt dort regungslos und aufgestellten Ohren. Es nutzt Bauten und Verstecke, gräbt allerdings wahrscheinlich nicht selber.
Die Paarungs- und Fortpflanzungszeit variiert innerhalb des Verbreitungsgebietes, wobei sie etwa im Nordosten Kaliforniens von April bis Anfang Juli und in Zentral-Oregon von Mitte Februar bis Ende Juli andauert. In der Regel haben die Weibchen zwei Würfe pro Jahr in Kalifornien und vier bis fünf Würfe pro Jahr in Oregon. Die Tragzeit dauert 28 bis 30 Tage, nach denen das Weibchen jeweils vier bis sechs Jungtiere zur Welt bringt. In Oregon kann entsprechend ein Weibchen pro Jahr etwa 22 Nachkommen zur Welt bringen.

## Systematik

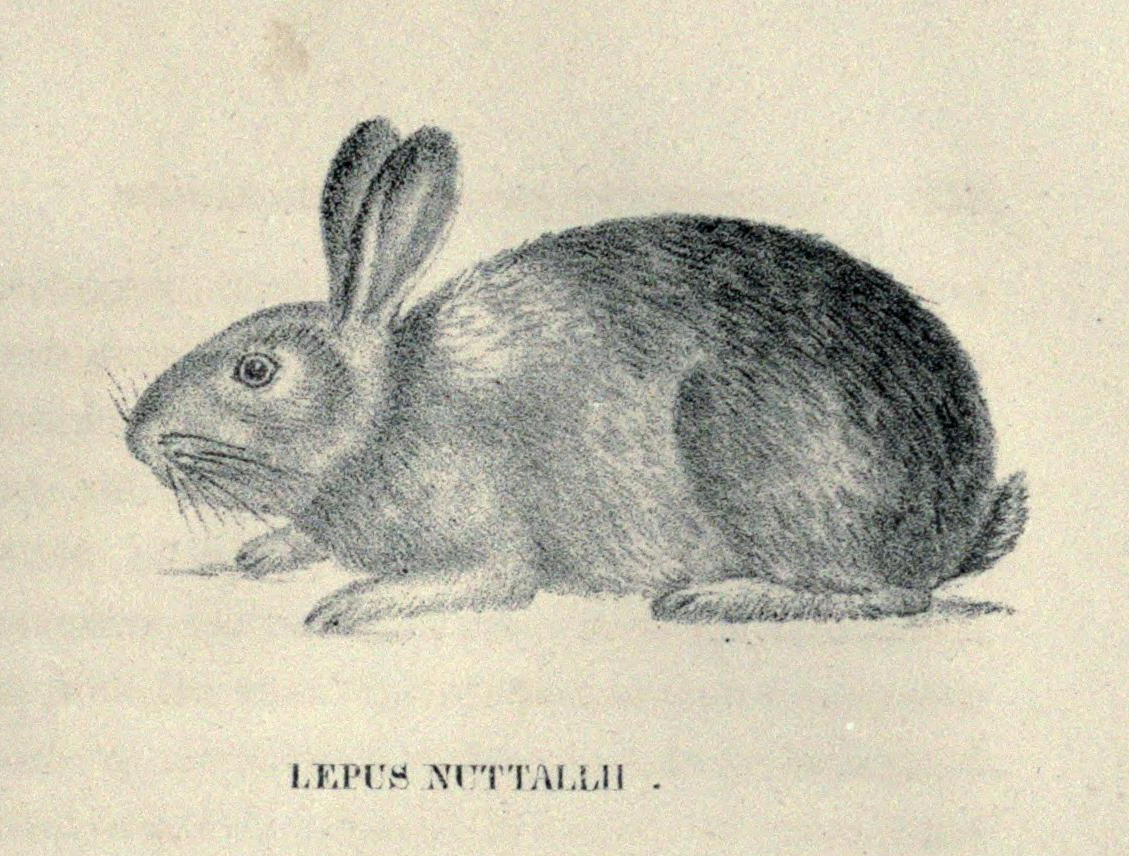
Illustration des Lepus nuttallii in der Erstbeschreibung von John Bachman, 1837

Das Berg-Baumwollschwanzkaninchen wird als eigenständige Art den Baumwollschwanzkaninchen (Gattung Sylvilagus) zugeordnet. Wissenschaftlich erstbeschrieben wurde es 1837 als Lepus nuttallii von dem amerikanischen Naturgelehrten und Priester John Bachman, der zwei Jahre später auch Lepus artemesia beschrieb, der mit dem Berg-Baumwollschwanzkaninchen synonymisiert wurde. Das Epitheton wurde dabei nach dem englischen Botaniker und Zoologe Thomas Nuttall benannt. 1904 ordnete Marcus Ward Lyon die Art den Baumwollschwanzkaninchen zu, die 1867 von John Edward Gray beschrieben wurden.
Innerhalb der Art werden mit der Nominatform Sylvilagus nuttallii nuttallii sowie S. n. pinetis und S. n. grangeri drei Unterarten beschrieben.

## Gefährdung und Schutz
Das Berg-Baumwollschwanzkaninchen wird von der International Union for Conservation of Nature and Natural Resources (IUCN) aufgrund der Bestandsgröße und des großen Verbreitungsgebietes als nicht gefährdet (least concern) eingestuft. Ein Rückgang der Populationen und eine Gefährdung sind nicht bekannt.

## Belege
1. 1 2 3 4  Joseph A. Chapman: Sylvilagus nuttallii. In: Mammalian Species. Band 56, 1975, S. 1–3 (web.archive.org (Memento vom 29. Februar 2016 im Internet Archive) [PDF; 326 kB; abgerufen am 5. August 2021]).
2. 1 2 3 4 5 6 7 8 9 10  Joseph A. Chapman, Gerardo Ceballos: The Cottontails. In: Joseph A. Chapman, John E. C. Flux (Hrsg.): Rabbits, Hares and Pikas. Status Survey and Conservation Action Plan. (Memento des Originals vom 11. November 2013 im Internet Archive)  Info: Der Archivlink wurde automatisch eingesetzt und noch nicht geprüft. Bitte prüfe Original- und Archivlink gemäß Anleitung und entferne dann diesen Hinweis. (PDF; 11,3 MB) International Union for Conservation of Nature and Natural Resources (IUCN), Gland 1990; S. 105–106, ISBN 2-8317-0019-1.
3. 1 2 3 4 5 6  Sylvilagus nuttallii in der Roten Liste gefährdeter Arten der IUCN 2012.2. Eingestellt von: Andrew T. Smith, A.F. Boyer, 2008. Abgerufen am 25. November 2012.
4. 1 2  Don E. Wilson & DeeAnn M. Reeder (Hrsg.):  Sylvilagus nuttallii (Memento vom 26. Februar 2016 im Internet Archive) in Mammal Species of the World. A Taxonomic and Geographic Reference (3rd ed).
5. ↑  John Bachman: Observations on the different species of hares (genus Lepus) inhabiting the United States and Canada. Journal of the Academy of Natural Sciences of Philadelphia 7, 1837; S. 282–361. (Digitalisat)